# Albert-Einstein-Gymnasium Ulm
Das Albert-Einstein-Gymnasium ist ein staatliches Gymnasium in Ulm mit mathematisch-naturwissenschaftlichem Profil. Vor ihrer Benennung nach Albert Einstein im Jahr 2005 hieß die Schule Gymnasium Ulm-Wiblingen. Im Schuljahr 2008/09 besuchten 1079 Schüler, davon 524 Mädchen und 555 Jungen, das Albert-Einstein-Gymnasium.

## Geschichte
Die Gründung des Wiblinger Gymnasiums (heute: Albert-Einstein-Gymnasium) erfolgte gegen den Widerstand der Schulleitung des Hans-und-Sophie-Scholl-Gymnasiums in Ulm, zu dessen Einzugsgebiet Wiblingen damals gehörte. Eine Elterninitiative setzte sich für den Bau ein Vollgymnasiums im heute größten Ulmer Stadtteil ein.
Das Schulzentrum am Tannenplatz wurde von 1974 bis 1980 erbaut. Der erste Spatenstich erfolgte am 31. Januar 1974. Das Schulzentrum wurde in drei Bauabschnitten in filigraner Bauweise erstellt und bietet viele Kommunikationsmöglichkeiten zwischen den einzelnen Schultypen. Am 16. August 1976 konnte mit dem Unterricht begonnen werden.
1979 wurde der zweite Bauabschnitt von der Grundschule am Tannenplatz bezogen. Der dritte und letzte Bauabschnitt mit Fachräumen für den Unterricht der gymnasialen Oberstufe sowie weiteren Klassenzimmern und einem Lehrerzimmer für das Gymnasium wurde im September 1980 fertig.

## Gebäude

### Schulzentrum
Das Albert-Einstein-Gymnasium befindet sich im Schulzentrum am Tannenplatz im Ulmer Stadtteil Wiblingen. Dieses besteht neben dem Gymnasium auch aus der Albert-Einstein-Realschule sowie der Grundschule am Tannenplatz.
Das Gymnasium teilt sich einen Gebäudekomplex mit der Realschule, wobei der Bauabschnitt I das Zentralgebäude bildet, das etwa zur Hälfte vom Albert-Einstein-Gymnasium genutzt wird und zur anderen Hälfte von der Albert-Einstein-Realschule. Der Bauabschnitt III, der neueste Gebäudeteil, wird ausschließlich vom Albert-Einstein-Gymnasium genutzt.

### Sporthallen
Die bereits 1974 fertiggestellte Sporthalle des Schulzentrums reichte bald nicht mehr aus, um den in den Lehrplänen vorgesehenen Sportunterricht abzuhalten, zumal sie nicht nur für den Schul-, sondern auch für den Vereins- und Erwachsenensport genutzt wird. Im Jahre 1991 wurde deshalb eine weitere Sporthalle in Betrieb genommen.

## Hochbegabtenzug
Im Jahr 2005 beschloss die Landesregierung Baden-Württemberg, an öffentlichen Gymnasien Hochbegabtenklassen einzurichten. Das Albert-Einstein-Gymnasium war eines von vier ausgewählten ersten Gymnasien im Land, an denen im Schuljahr 2006/07 der Unterricht für hochbegabte Fünftklässler begann.

## Kompetenzzentrum Life Sciences
Das Projekt Kompetenzzentren Life Sciences ist eine Kooperation von Schulen, Universitäten, forschenden Einrichtungen, Wirtschaft und dem Verband Deutscher Biologen. Das Zentrum für Molekularbiologie der Pflanzen der Universität Tübingen kooperiert mit fünf Gymnasien im oberschwäbischen Raum, um in einem intensiven Dialog der beteiligten Institutionen die Kluft zwischen Spitzenforschung, ihrer Umsetzung in die Praxis und den an der Schule zu vermittelnden Inhalten zu überbrücken. Lehrkräfte, aber auch Schülerinnen und Schüler sollen durch experimentelles Arbeiten sowohl in den schulischen Kompetenzzentren als auch in den Labors der Spitzenforschung der wissenschaftliche, gesellschaftliche und schulisch relevante Bereich der Life Sciences zugänglich gemacht werden.

## Partnerschulen
Das Albert-Einstein-Gymnasium hat Partnerschulen in der französischen Partnerstadt Argenton-sur-Creuse von Wiblingen sowie in Sitten (Schweiz), in Newtown im Bundesstaat Pennsylvania in den USA und in Baja (Ungarn).

## Schulleitung
- 1976–2000: Herbert Dörfler
- 2000–2014: Bernhard Nagl
- seit 2014: Bernhard Meyer